# Golden Triangle (universiteiten)
De Golden Triangle is de onofficiële naam voor een groep prestigieuze universiteiten in het Verenigd Koninkrijk. De driehoek wordt gevormd door de universiteit van Oxford in het noordwesten, de universiteit van Cambridge in het noordoosten en de hoogst aangeschreven Londense universiteiten, University College London, London School of Economics, King's College London en Imperial College London in het zuiden. De universiteiten nemen een groot deel van het onderzoeksbudget van het Verenigd Koninkrijk voor hun rekening. Ze hebben samen ruim meer dan 100 nobelprijswinnaars voortgebracht en zijn zeer selectief in hun toelating.